# Helmut Hampl
Helmut Hampl (* 29. September 1950 in Berg bei Neumarkt in der Oberpfalz; † 24. Februar 2021) war ein deutscher Fußballspieler, der als Stürmer in Deutschland und Österreich aktiv war. Der Offensivspieler hat von 1980 bis 1985 beim KSV Hessen Kassel 161 Spiele mit 43 Toren in der 2. Fußball-Bundesliga absolviert.

## Sportlicher Werdegang
Hampl begann mit dem Fußballspielen beim DJK SV Berg, den er 1966 in Richtung ASV Neumarkt verließ. Mit dem Klub stieg er 1971 in die 1. Amateurliga Bayern auf und machte dort höherklassig auf sich aufmerksam. Der seinerzeitige Rekordmeister 1. FC Nürnberg nahm ihn daraufhin im Sommer 1972 unter Vertrag, für den Zweitligisten bestritt er 21 Spiele in der Regionalliga und erzielte dabei zwei Tore. Daraufhin verließ er nach nur einer Spielzeit den Club und schloss sich dem österreichischen Erstligisten SC Eisenstadt in der Nationalliga A an. Unter dem deutschen Trainer Horst Franz war er Stammspieler bei den Burgenländern, an der Seite von Jørn Bjerregaard, Josef Rohrer, Othmar Bajlicz, Alfred Eisele und Erwin Solleder verpasste er nur eins der 32 Saisonspiele und erzielte vier Tore. Als bester Vertreter seines Bundeslandes überstand der Klub eine Ligareform, in der die Teilnehmerzahl insbesondere unter Berücksichtigung geografischer Aspekte von 17 auf zehn reduziert wurde – Hampl verließ jedoch den österreichischen Klubs und kehrte in seine Heimat zurück.
Ab 1974 spielte Hampl wieder für den ASV Neumarkt, der nach dem zwischenzeitlichen Abstieg in die Landesliga Bayern wieder in die 1. Amateurliga Bayern aufgestiegen war. Vier Spielzeiten stand er für den Drittligisten auf dem Platz, größter Erfolg war der vierte Tabellenplatz in der Spielzeit 1975/76. In der Spielzeit 1976/77 gewann er mit der Auswahl von Bayern nach einem 4:2 n. V. gegen die Südwest-Auswahl den Länderpokal des DFB. 1978 wechselte er in die neu gegründete Oberliga Hessen zum KSV Hessen Kassel, der neben ihm mit Gerd Grau und Klaus Zaczyk zwei weitere vormalige Profispieler verpflichtet hatte. In der Spielzeit 1978/79 wurde er mit 38 Toren Torschützenkönig, den Kasselern verblieb trotz 114 geschossener Toren nur der zweite Tabellenrang hinter Absteiger VfR Bürstadt. In der folgenden Spielzeit gelang der Aufstieg in die 2. Bundesliga Süd, wo Hampl mit 14 Saisontoren hinter dem einmal erfolgreicheren Otmar Ludwig zweitbester vereinsinterner Torschütze wurde und den Klub als Tabellenvierter der Südstaffel der Spielzeit 1980/81 zur Qualifikation zur eingleisigen 2. Bundesliga führte. Wenngleich er in den folgenden Jahren nicht mehr zweistellig in der zweithöchsten Spielklasse traf, war er unter den Trainern Rudolf Kröner und dessen Nachfolger Timo Konietzka an der Seite von Spielern wie Peter Kempa, Walter Horch, Hans Wulf, Heinz Traser und Uwe Pallaks Stammspieler. Nachdem Jörg Berger im Sommer 1983 übernommen hatte, rückte er auch aufgrund von Verletzungen zunehmend ins zweit Glied: In der Spielzeit 1984/85 bestritt er schließlich 17 seiner 29 Ligaeinsätze als Einwechselspieler. Nach 159 Zweitligaspielen für den KSV, in denen er 43 Tore erzielt hatte, ließ er ab 1985 seine Karriere beim CSC 03 Kassel ausklingen, wo seine vormaligen Mitspieler Zaczyk und Manfred Grawunder als Trainer wirkten.
Hauptberuflich war Hampl als Bauzeichner tätig. Als Rentner lebte er zeitweise in Thailand. 2020 erkrankte er an Krebs, im Frühjahr 2021 erlag er dem Leiden.